# Коконопряд дуболистный
Коконопряд дуболистный (лат. Gastropacha quercifolia) — крупная бабочка семейства Коконопряды.

## Описание
Размах крыльев самки до 88 мм, самца — 75 мм. Окраска крыльев красно-бурая, с фиолетовым оттенком. Наружный край крыльев с зубцами, перед которыми проходят волнистые поперечные темные линии. Окраска самки более темная, почти коричневая, самца — более яркая, буро-оранжевых тонов. На передних крыльях три темные волнистые перевязи.
В покое задние крылья располагаются частично горизонтально, а передние располагаются «домиком». Со сложенными крыльями напоминает сухой лист. Тело толстое, покрыто густыми волосками; Ротовые органы редуцированы — имаго не питаются. Самки крупнее и менее подвижные.

## Ареал
Западная, Центральная и Восточная Европа, В Финляндии отмечен по юге страны до 63° с. ш.. В России — в европейской части страны, кроме Крайнего Севера, Сибирь до юга Якутии, Дальний Восток на север до устья реки Амур. Китай, КНДР, Южная Корея, Япония. На юге Китая и севере Вьетнама обитают особые подвиды.

## Местообитания
Открытые леса, кустарниковые заросли, сады.

## Время лёта

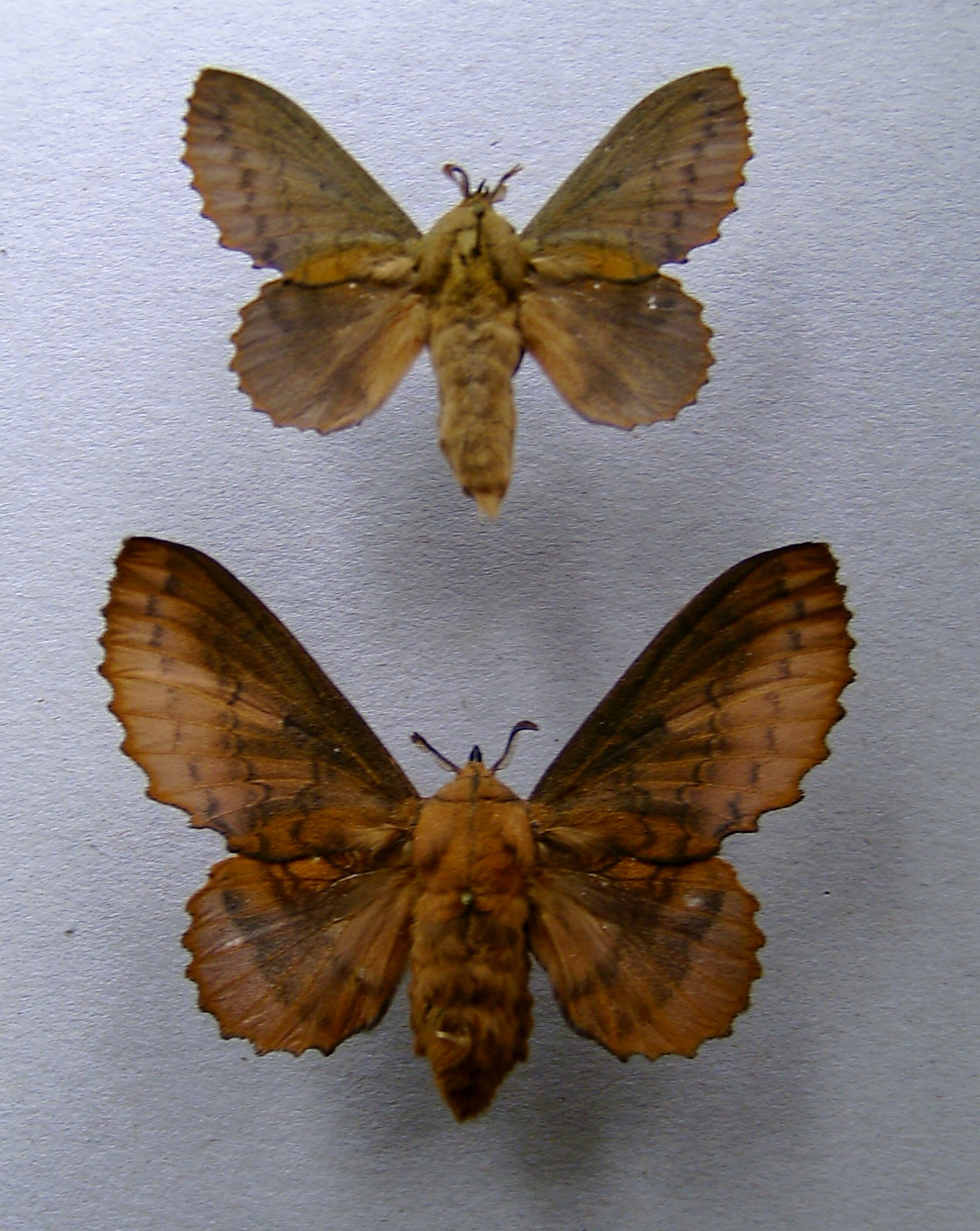
Самец (вверху) и самка

Одно поколение в год. Конец июля, август — до начала сентября. Активны в сумерках, охотно летят на свет.

## Размножение

### Яйцо
Самка откладывает яйца на листья и ветки кормовых растений. Яйца продолговатой формы, серого или беловатого цвета с продольными круговыми зелеными линиями и волосками. Стадия яйца 16-18 дней.

### Гусеница
Гусеница длиной до 100 мм, и толщиной до 15 мм. Окраска темно-серая, реже — бурая. По бокам покрыта волосистыми бородавками, тело в коротких густых темно-серых волосках. Зимуют молодые гусеницы, впадая в диапаузу до апреля.
Кормовые растения — дуб, ива, осина, ольха, рябина, яблоня, таволга, боярышник, тёрн, груша, слива и другие плодовых деревья.

### Куколка
Окукливание в конце мая — июне в большом яйцевидном плотном паутинном коконе серого цвета. Кокон обычно прикреплен к веткам или стволу деревьев.